# Hypoestes acuminata
Hypoestes acuminata är en akantusväxtart som beskrevs av John Gilbert Baker. Hypoestes acuminata ingår i släktet Hypoestes och familjen akantusväxter. Inga underarter finns listade i Catalogue of Life.